# Heike Jenkins
Heike Jenkins (geboortenaam: Ernst) is een Duitse dartspeler die speelt voor de BDO.

## Carrière
Jenkins heeft meerdere keren Duitsland mogen representeren tijdens de WDF World Cup en de WDF Europe Cup. Op de WDF Europe Cup 1992 won ze goud door in de finale te winnen van Sandra Greatbatch uit Wales. Op de Winmau World Masters in 1996 behaalde ze de finale. Ze verloor van Sharon Douglas uit Schotland. Op de Belgium Open haalde ze in 1988 de finale, maar verloor van Sharon Colclough uit Engeland. In 1991 haalde ze weer de finale. Nu won ze van Maria Vercnocke uit België. In 1995 haalde ze de finale van de Open Antwerpen maar verloor van Francis Hoenselaar uit Nederland. In 1994 won ze de finale van de Dutch Open van Valerie Maytum uit Nederland. Ook won ze het koppeltoernooi samen met Barbara Sutton uit Engeland.

## Resultaten op Wereldkampioenschappen

### WDF

#### World Cup
- 1991: Kwartfinale (verloren van Charmaine Barney met 0-4)
- 1993: Laatste 16 (verloren van Jannette Jonathan met 3-4)
- 1997: Laatste 16 (verloren van Denise Cassidy met 1-4)
- 1999: Laatste 32 (verloren van Vicky Pruim met 2-4)
- 2001: Laatste 32 (verloren van Jannette Jonathan met 3-4)
- 2003: Halve finale (verloren van Trina Gulliver met 0-4)
- 2005: Halve finale (verloren van Trina Gulliver met 2-4)
- 2009: Laatste 32 (verloren van Angela De Ward met 2-4)
- 2011: Laatste 16 (verloren van Deta Hedman met 2-4)

## Privé
Begin oktober 2008 trouwde ze met Max Jenkins en wordt sindsdien Heike Jenkins.